# Goldband
Goldband est un groupe néerlandais de pop, originaire de La Haye. Le groupe se compose de Boaz Kok, Karel Gerlach et Milo Driessen en collaboration avec le producteur Wieger Hoogendorp, et est formé en 2019.

## Histoire
Gerlach étudie la production musicale, et fait surtout de la techno. Après cela, il continue avec Driessen et transforme la musique en musique pop pour laquelle le groupe s'est ensuite fait connaître. Kok a rejoint le groupe en dernier. Le nom du groupe pop provient de la marque de plâtre éponyme, faisant ainsi référence à la plâtrerie, l'ancien métier des membres du groupe.
Le 19 juin 2020, Goldband est nommé 3FM Talent (meilleur groupe et meilleur album, Affordable Romance). En 2022, le groupe se produit au festival Lowlands, que les visiteurs et les critiques considèrent comme l'une des meilleures performances du festival de cette année-là. Après la performance, White Wash et Noodgeval, deux précédents singles du groupe, entrent dans le Single Top 100 et Noodgeval entre également dans le Top 40,,. En outre, Noodgeval atterrit dans le Radio 2 Top 2000 en 2022. Elle entre à la 55e place, ce qui en fait le plus grand nouvel entrant dans la liste cette année-là. Noodgeval devient également un succès en Flandre, avec une entrée dans l'Ultratop 50, donnant au groupe son premier succès radiophonique. L'album Betaalbare romantiek se hisse également dans le Top 100 des albums après la représentation et entre à nouveau dans l'Ultratop 200 des albums en Flandre,. En novembre 2022, le groupe sort une nouvelle chanson avec la chanteuse Maan, intitulée Stiekem. Cette chanson est déclarée « Alarm hit » chez Qmusic et 3FM Megahit chez 3FM Megahit,.
Le 20 janvier 2023, Goldband fait parler de lui pour avoir consommé ouvertement de la cocaïne lors d'un concert sur scène. Driessen réagit à cette affaire lors de l'émission de télévision Khalid & Sophie, déclarant qu'il pensait que les médias avaient réagi de manière bornée. Toujours en 2023, le groupe reçoit le prix Pop 2022 à l'Eurosonic Noorderslag de Groningue. La même année, ils se produisent au Pinkpop à Landgraaf, dans le Limbourg, et au Zwarte Cross à Lichtenvoorde.

## Distinctions
- 2020 : Haagse Popprijs
- 2020 : Haagse Popprijs, dans la catégorie « meilleure sortie » pour Van de roulette naar de doublet
- 2020 : Haagse Popprijs, dans la catégorie « meilleur clip » pour Ja ja nee nee
- 2022 : Haagse Popprijs[13]
- 2022 : Video Awards, dans la catégorie « meilleur clip » pour Stiekem[14]
- 2023 : Popprijs
- 2023 : Edison, dans la catégorie Nieuwkomer[15]
- 2023 : Edison, dans la catégorie « clip » pour Stiekem[15]
- 2023 : Edison, dans la catégorie « chanson » pour Stiekem[15]